# Multatuli Museum
Het Multatuli Museum is een museum gevestigd in de Korsjespoortsteeg 20 in Amsterdam-Centrum. Het is het gebouw waar schrijver Eduard Douwes Dekker, pseudoniem Multatuli, volgens zijn geboorteakte geboren is. Een cartouche herinnert aan die gebeurtenis. Eduard Douwes Dekker dacht tot vlak voor zijn overlijden dat hij aan de Haarlemmerdijk geboren was.  

## Geschiedenis
Echter in 1909 kwam al een dergelijk museum in beeld toen het sterfhuis van de schrijver in Nieder-Ingelsheim verkocht werd aan een nieuwe eigenaar die niets met de Nederlandse schrijver te maken wilde hebben. Een (anonieme) liefhebber van het werk van Multatuli vroeg de Nederlandse Staat te kijken wat de mogelijkheden waren tot de oprichting van een museum. 
In januari 1910 kwam het bestuur van de Vereeniging tot bevordering der Vrije Gedachte De Dageraad in Hotel Krasnapolsky bijeen om te kijken wat de mogelijkheden waren om in mei 1910 te komen tot een “blijvende hulde” aan Multatuli (zijn 50e sterfdag). Men kwam niet direct tot overeenstemming, omdat er diverse uitgangspunten naar voren werden gebracht. De één wilde een literair museum, de andere wilde juist de “vrijdenker” naar voren brengen. Er werd een comité opgericht waarin onder meer Marie Berdenis van Berlekom, Floor Wibaut en Ferdinand Domela Nieuwenhuis zitting hadden.  Tevens werd het Genootschap Stichting Multatuli Museum opgericht. Een maand later kwam dat comité met voorstellen voor de hulde dat in eerste instantie een tijdelijk karakter had. Gepland werden voorstellingen van onder andere Vorstenschool in het Paleis voor Volksvlijt, oprichting van een fonds voor Nederlands-Indië en een tentoonstelling van Multatuliana, dat laatste zou moeten leiden tot een museum ter nagedachtenis van de schrijver.  Het museum kwam daarbij niet echt van de grond; de Multatuliana werden opgeslagen in het Stedelijk Museum Amsterdam en vanaf 1926 in de Universiteitsbibliotheek. Het bleef vervolgens mede vanwege de Tweede Wereldoorlog stil. Wel bleef het Multatuli Genootschap bestaan, die bleef ijveren voor een museum. 
In 1956 namen die plannen vastere vormen aan. Een van de leden van genoemd genootschap had in 1943 Korsjespoortsteeg 20 in eigendom verkregen; een eerdere poging strandde rond 1920. In mei 1956 waren er de financiële middelen, onder andere steun van de gemeente Amsterdam. Multatulikenner Henri A. Ett en Jacqueline Roelfsema-Tenge (de vrouw van de nieuwe eigenaar C.G. Roelfsema)  werden conservatoren, de vergadering vond wederom plaats in Krasnapolsky.  In 1957 kocht de gemeente het pand eindelijk aan, waarbij bepaald werd dat het echtpaar Roelfsema er kon blijven wonen; het museum zou in de bedrijfsruimte van het pand gevestigd worden. Beslissingen gingen gepaard met vertragingen, er ontstond een dreiging dat museum maar naar Den Haag moest uitwijken; in 1957 was er de hoop dat het Multatuli Museum in 1960 geopend kon worden. 
Het gebouw was nog niet volledig ingericht toen in mei 1960 werd stilgestaan bij honderd jaar Max Havelaar. De Multatuliana werden overgebracht naar De Waag. Een van der oorzaken was dat de huurder van het benedenhuis niet wenste te verhuizen, ondanks aanbiedingen van de gemeente. Pas in 1963 kwam er weer schot in de zaak; de man verhuisde. Echter in 1970 overleed C.G. Roelfsema zonder dat het museum er daadwerkelijk was.
Op 1 maart 1975 was het dan eindelijk zover. Het Multatulimuseum werd geopend na een restauratie onder leiding van de Dienst der Publieke Werken onder andere met subsidie van het rijk. De opening was ceremonieel want toegankelijk was het alleen op afspraak.  Nog in 1989 was het museum slechts een à twee dagen per week open en nog steeds onder leiding van mevrouw Tenge-Roelfsema. Er moest in dat jaar een nieuwe conservator komen; ze vond zich te oud geworden. Dat werd Jos van Waterschoot die van 1 februari 1989 tot 1 januari 2010 de functie vervulde. In 2022 is het museum drie dagen per week open (gegevens site geraadpleegd 7 mei 2022).
In 2022 is Elsbeth Etty al enkele jaren voorzitter van het Multatuli Genootschap. Tussen 2011 en 2021 was Klaartje Groot conservator; zij ging werken in/aan Eindhoven Museum.
Op 11 februari 2018 opende het Museum Multatuli in Rangkasbitung, Indonesië, een plek waar Eduard Douwes Dekker inspiratie opdeed voor zijn Max Havelaar en de  gebeurtenissen beleefde, die hij later in de Max Havelaar beschreef: waarin hij liet zien hoe door gebruik te maken van de bestaande macht van Indische aristocratische families het Nederlandse koloniale bestuur de kolonie zijn wil kon opleggen.
Het museum heeft een vaste collectie, en er worden met regelmaat tentoonstellingen en evenmenten georganiseerd.
```
 . 
```

- Gemeinsame Normdatei: 16223341-3
- Virtual International Authority File: 198306884